# Pangani (Kraftwerk)
Pangani (Kraftwerk) ist ein Laufwasserkraftwerk am Fluss Pangani in Tansania. 

## Lage
Das Kraftwerk Pangani liegt im Südwesten des Distrikts Muheza in der Region Tanga, rund 60 Kilometer südwestlich der Stadt Tanga. Es befindet sich im Besitz von Tanesco. Zwölf Kilometer nördlich verläuft die asphaltierte Nationalstraße von Segera nach Tanga am älteren Kraftwerk Hale vorbei. Der nächste Ort zum Kraftwerk ist Koani.

## Geschichte
Das Laufwasserkraftwerk wurde im November 1994 eröffnet.

## Technische Beschreibung
- Stauanlage: Der Damm besteht aus 47.000 Kubikmetern Erde und Gestein sowie 6000 Kubikmeter Beton. Das Bauwerk hat eine Höhe von 10 Metern und staut 0,8 Millionen Kubikmeter Wasser. Das Einzugsgebiet des Flusses ist 42.200 Quadratkilometer. Das Kraftwerk ist auf einen Durchfluss von 1200 Kubikmeter je Sekunde ausgelegt, die maximal erwartete Flut liegt bei 3000 Kubikmeter je Sekunde.[2]

- Maschinenhaus: In einer Entfernung von 1,5 Kilometer vom Damm liegt das Maschinenhaus. Die zwei Francis-Turbinen mit je 24 MW erzeugen bei einer Fallhöhe von 170 Metern jährlich 367 GWh Elektrizität. Diese wird über eine 132 KV-Leitung nach Hale und weiter nach Tanga transportiert.[4][2]

## Sinkender Wasserstand
Bereits 2007 ging die Energieproduktion durch sinkenden Wasserstand des Pangani zurück. In den Jahren 2010 bis 2013 führten Dürren zu einem Rückgang der Produktion von 68 auf 32 MW. Im Jahr 2021 war neben anderen Kraftwerken auch Pangani vom sinkenden Wasserstand betroffen. Dies führte zu einem Rückgang der Energieerzeugung von 21 Prozent.